# Playtime
Playtime er den franske filminstruktør Jacques Tatis fjerde spillefilm, indspillet fra 1964 til 1967, og udgivet i 1967.
I Playtime færdes Monsieur Hulot (Tati) og en gruppe amerikanske turister i et futuristisk Paris udført i glas og stål, hvor kun den menneskelige natur og enkelte pust af det gamle Paris giver byen liv.  Nye teknologier, der præsenteres som hjælpemidler, komplicerer på satrisk vis dagligdagen og kommer i vejen for naturlig menneskelig kontakt.  Som i sine andre film, anvender Tati i Playtime sit varemærke: underfundig, men visuelt kompleks komik, støttet af opfindsomme lydeffekter mens tale hyppigt kun er baggrundsstøj.

## Handling
Playtime er inddelt i seks afsnit, der er forbundet af to figurer, der bliver ved med at mødes: Barbara, en ung amerikansk turist på ferie i Paris, og Hulot, der har et møde med en vigtig person. 
- Lufthavnen: en gruppe amerikanske turister ankommer til Orly-lufthavnen og opdager et futuristisk Paris, opført som kolde upersonlige bygninger af glas og stål.
- Kontorhuset: Hulot tager til et vigtigt møde, men farer vild i en kontorlabyrint og havner på en udstilling.
- Udstillingen: Hulot og de amerikanske turister se på nye opfindelser, blandt andre en lydløs dør og en kost med forlygter.
- Lejlighedkomplekset: Da mørket falder på møder Hulot en gammel ven, der inviterer ham ind i sin moderne lejlighed.
- Royal Garden: Efter at være sluppet væk fra sin ven, ender Hulot og amerikanske turister i indvielsen af en ny restaurant. Håndværkerne er ikke helt færdige og der er forskellige tekniske problemer.
- Bilkarussellen: I bilballetten vender turisterne tilbage til lufthavnen.

## Produktion
Filmen er berømt for sine enorme kulisser, kendt som Tativille, der kostede en formue at opføre og vedligeholde.  Tativille blev bygget af ethundrede håndværkere, og filmbyen havde sit eget elværk.  Stormvejr, budgetkriser og andre problemer forlængede indspilningsperioden til tre år.  Budgetoverskridelserne var årsag til at Tati måtte optage store lån og personlige overtræk, for at dække de altid voksende produktionsomkostninger.
Da Playtime var stærkt afhængig af visuel komik og lydeffekter, blev filmen optaget i det højopløselige 70 mm-filmformat, sammen med et (på den tid) kompliceret stereofonisk lydspor.  Tati krævede at filmen kun blev vist i biografer, der havde 70 mm-udstyr og særlige stereohøjttalere (Tati stillede ikke en 35 mm-filmudgave til rådighed for mindre biografer), hvilket skadede udbredelsen af filmen.

## Modtagelse
Kritikerne, der roste Playtime, bemærkede at den underfundige og visuelt komplekse film, var svær at absorbere ved ét gennemsyn.  Instruktørkollegaen François Truffaut skrev at Playtime var "en film fra en planet, hvor de laver film på en anden måde."  Den britiske kritiker Gilbert Adair har skrevet, at filmen skal ses "flere gange, og hver gang fra et andet sted i salen," for at bemærke de mange små, stramt koreograferede visuelle gags, der udføres af flere forskellige skuespillere, nogle gange næsten på samme tid på det store 70 mm-lærred.  Humoren er ikke begrænset til menneskelig gøren og laden; Tati er måske den eneste instruktør, der har fået publikum til at le på grund af lyden fra et neonskilt.
På trods af kritikerrosen havde Playtime ikke kommerciel succes i Frankrig, og det lykkedes ikke at indtjene en afgørende del af produktionsomkostningerne.  Resultatet var det samme ved den forsinkede udgivelse i USA i 1973 (hvor filmen var blevet konverteret til 35 mm-formatet på krav fra amerikanske filmdistributører) og redigeret ned til 103 minutter.  Selvom Vincent Canby kaldte Playtime "Tatis mest geniale film," var den heller ikke i USA en kommerciel succes.  Gæld som følge af filmens omkostninger medførte at Tati måtte erklære sig konkurs.
I Danmark blev filmen i 1969 tildelt Bodilprisen for Bedste europæiske film.